# مگان تندی
مگان ایوان تندی (انگلیسی: Meagan Yvonne Tandy؛ زادهٔ ۳ مهٔ ۱۹۸۵) بازیگر، و مدل اهل ایالات متحده آمریکا است.
از فیلم‌ها یا برنامه‌های تلویزیونی که وی در آن نقش داشته است می‌توان به تین ولف و بت وومن اشاره کرد.

## زندگینامه
تندی، متولد فریمانت کالیفرنیا و بزرگ شده در فونتانا ، از دبیرستان اتیواندا در رانچو کوکامونگا فارغ‌التحصیل شد. او دانشجوی دانشگاه چافی بود و اولین دانشجوی این دانشگاه است که عنوان دختر شایسته کالیفرنیای آمریکا را از آن خود کرده است.
تندی به مدت دو سال در دانشگاه چافی در رشته تجارت و تولید فیلم تحصیل کرد و در آنجا مجبور شد چندین آگهی تبلیغاتی و پروژه فیلم کوتاه را برای کلاس تهیه، خلق و تدوین کند. پس از دریافت مدرک کاردانی از دانشگاه چافی، تندی به دانشگاه پلی‌تکنیک پومونا رفت و در آنجا مدرک مدیریت بازرگانی و بازاریابی خود را دریافت کرد.
تندی در ۱۵ اکتبر ۲۰۰۶ در یک مسابقه ایالتی که در سن رافائل کالیفرنیا برگزار شد، عنوان دختر شایسته کالیفرنیای آمریکا را از آن خود کرد. این دومین تلاش او برای کسب عنوان قهرمانی بود، چرا که او سال قبل پس از تامیکو نش، در جایگاه چهارم قرار گرفته بود. تندی همچنین در سال ۲۰۰۷ در مسابقات دختر شایسته کالیفرنیا آمریکا، جایزه بهترین لباس شنا را از آن خود کرد.

## حرفه
تندی عضو انجمن بازیگران سینمای آمریکا است. او چندین تبلیغ تلویزیونی برای کمپین‌های ملی، از جمله وندیز، بوست موبایل و یک تبلیغ سوپربول برای پپسی مکس فیلمبرداری کرد. تندی در تبلیغ فیلم شرک ۳ در سال ۲۰۰۷ ظاهر شد. نقش برجسته تندی در سینما در فیلم توقف‌ناپذیر محصول ۲۰۱۰ رقم خورد، که برای مدت کوتاهی در نقش یک پیشخدمت خوش‌اندام و دختر شخصیت اصلی فیلم با بازی دنزل واشینگتن ظاهر شد.
تندی در فیلم پیرانا سه‌بعدی‌دی حضور داشت، وی در این فیلم نقش اشلی سوربی را بازی می‌کرد، کسی که به طرز وحشتناکی به قتل می‌رسد.
در ژوئن ۲۰۱۳ او اولین بازی خود را در مجموعه تلویزیونی درام ماوراءالطبیعه تین ولف از شبکه ام‌تی‌وی انجام داد، در این مجموعه او نقش پرطرفدار برادن را به مدت ۳ فصل بازی کرد.
وی از سال ۲۰۱۹ تا ۲۰۲۲ در مجموعه تلویزیونی بت وومن در نقش سوفی مور حضور داشت.

## فیلم‌شناسی
سینمایی
| سال  | عنوان             | نقش        | یادداشت‌ها |
| ---- | ----------------- | ---------- | --------- |
| ۲۰۱۰ | توقف‌ناپذیر        | مایا بارنز |           |
| ۲۰۱۲ | پیرانا سه‌بعدی‌دی   | اشلی سوربی |           |
| ۲۰۱۹ | تله               | ساشا       | [ ۵ ]     |
| ۲۰۱۹ | همیشه ساقدوش عروس | ماریسا     |           |
| ۲۰۲۲ | در کمین نشسته     | سارا       | [ ۶ ]     |
| ۲۰۲۵ | دورویی            | فلا        |           |

تلویزیونی
| سال       | عنوان                            | نقش          | یادداشت ها                                            |
| --------- | -------------------------------- | ------------ | ----------------------------------------------------- |
| ۲۰۰۹      | سی اس ای: نیویورک                | مدل شماره یک | قسمت: "Yahrzeit"                                      |
| ۲۰۰۹      | ۹۰۲۱۰                            | ساوانا       | قسمت: "یک مهمانی می تواند کل تابستان شما را خراب کند" |
| ۲۰۰۹      | دوست دختر مخفی                   | بله          | قسمت: "درس می‌خوانی که ارزش زندگی را بدانی"            |
| ۲۰۱۰      | ۱۰ چیز درباره تو که ازشان متنفرم | اِرين         | قسمت: "تبديلات"                                       |
| ۲۰۱۰      | آبی تاریک                        | ریتا         | قسمت: "باغ شهری"                                      |
| ۲۰۱۱      | میامی                            | سينتيا       | قسمت: "آخرین مقاومت"                                  |
| ۲۰۱۱      | زک و لوتر                        | تاشا         | قسمت: "اسکاتر دختر جزیره"                             |
| ۲۰۱۱      | خانم‌های مجرد                     | تونيا        | قسمت: "من را به مرحله بعدی ببر"                       |
| ۲۰۱۲      | جان از نظر طراحی                 | لولو پاپ     | بازیگر اصلی                                           |
| ۲۰۱۳      | بابای بچه                        | وانساس       | قسمت: "همه در عشق و جنگ"                              |
| ۲۰۱۳      | سختگیرانه‌هایی لازم               | هانا استوکز  | قسمت: "بازی ها به پایان رسیده"                        |
| ۲۰۱۳-۲۰۱۶ | تین ولف                          | بریدن        | بازیگران تکراری: فصل ۳-۵                              |
| ۲۰۱۴      | استاکر                           | آنی          | قسمت: "مطموح"                                         |
| ۲۰۱۴      | ان‌سی‌آی‌اس: لس آنجلس               | سیرا فیشر    | قسمت: "لپای"                                          |
| ۲۰۱۴      | انجمن گروه قرمز                  | سبرینا       | قسمت: "خودت را بشناس"                                 |
| ۲۰۱۵-۲۰۱۷ | پشیمانی نجات یافته               | آليسون پيرس  | بازیگری مکرر: فصل ۲ تا ۴                              |
| ۲۰۱۶      | غیر واقعی                        | شانتل        | بازیگر اصلی: فصل دوم                                  |
| ۲۰۱۷      | شهردار                           | دانيل        | قسمت: "آیا این گل رز رو قبول می‌کنی؟"                  |
| ۲۰۱۷      | ۹جی‌کی‌ال                          | تونی         | قسمت: "مختلط خانوادگی"                                |
| ۲۰۱۸      | دلسرد                            | تابستان      | قسمت: "زن های دیگر" و "روح کپا"                       |
| ۲۰۱۹-۲۰۲۲ | بت وومن                          | سوفی مور     | بازیگر اصلی                                           |